# Alexandru Popovici
Pour les articles homonymes, voir Popovići.
Alexandru Popovici, né le 9 avril 1977 à Tiraspol en Moldavie, est un footballeur international moldave, qui évolue au poste d'attaquant.
Il compte 21 sélections et 3 buts en équipe nationale entre 1996 et 2005.

## Biographie

### Carrière de joueur
Alexandru Popovici dispute 6 matchs en Ligue Europa. 

### Carrière internationale
Alexandru Popovici compte 21 sélections et 3 buts avec l'équipe de Moldavie entre 1996 et 2005. 
Il est convoqué pour la première fois par le sélectionneur national Ion Caras pour un match amical contre l'Ukraine le 9 avril 1996, où il inscrit son premier but en sélection (2-2). Il reçoit sa dernière sélection le 8 octobre 2005 contre la Norvège (défaite 1-0).

## Palmarès
- Avec le Tiligul Tiraspol :
  - Vainqueur de la Coupe de Moldavie en 1995

- Avec le Seongnam Ilhwa Chunma :
  - Champion de Corée du Sud en 2001

- Avec l'Iskra-Stal Rîbnița :
  - Vainqueur de la Coupe de Moldavie en 2011

- Avec le FC Tiraspol :
  - Vainqueur de la Coupe de Moldavie en 2013